# Maggie Sawyer
Margaret Ellen "Maggie" Sawyer es un personaje ficticio que aparece en las historias publicadas por DC Comics, y ha sido un personaje secundario en los cómics de Superman.
El personaje apareció en la serie de acción real Smallville, interpretada por Jill Teed, y en la segunda y tercera temporada de Supergirl, interpretada por Floriana Lima.

## Historial de publicaciones
Maggie Sawyer apareció por primera vez en Superman Vol. 2 # 4 y fue creado por John Byrne.

## Biografía ficticia
Maggie fue presentada en Superman (segunda temporada) en abril de 1987, como la Capitana Sawyer de la Unidad de Crímenes Especiales de Metrópolis, una rama especial de la fuerza policial de Metrópolis que maneja amenazas con superpoderes cuando Superman no está disponible. Maggie reemplazó principalmente al Inspector Henderson de los cómics anteriores como principal contacto policial de Superman.
Fue agregada al canon de Superman después de la maxi-serie de 12 números Crisis on Infinite Earths y la miniserie de 6 números que reinició los cómics, El hombre de acero. Ella trata de demostrar que la fuerza policial es más eficiente que un vigilante en la lucha contra el crimen, por lo que se convierte en una espina constante en el costado de Superman durante los primeros días de su carrera, incluso tratando de detenerlo ocasionalmente. Finalmente, después de ser herida y salvada por Superman durante un complot terrorista, su actitud hacia él se calienta.
Historias posteriores revelaron que originalmente provenía de Star City. Se casó con su colega policía James Sawyer, aunque no estaba segura de su propia identidad sexual, y tuvieron una hija llamada Jamie. Maggie luego se declaró lesbiana. James se divorció de ella y ganó la custodia exclusiva de Jamie y se negó a permitir que Maggie tuviera contacto con su hija. Maggie finalmente se mudó a Metrópolis cuando el puesto en SCU estuvo disponible y reanudó las relaciones con su familia en historias posteriores. Maggie ha estado en una relación a largo plazo con Toby Raynes, reportera del Metropolis Star.
En Action Comics vol. 1 # 600, Lex Luthor, entonces ejecutivo corporativo, se reunió con Maggie para que dejara de investigar sus actividades. Intenta chantajearla con documentación sobre su sexualidad. En ese momento, no se sabía públicamente que Maggie fuera lesbiana; aunque algunos de sus colegas lo sabían, cualquier divulgación pública podría haberla desacreditado y manchado su carrera. Cuando Luthor se lastima y huye de la habitación (debido al envenenamiento con kryptonita de su anillo), Maggie se siente tentada a tomar la evidencia dañina que dejó en su escritorio. Ella opta por dejar el archivo en manos de Luthor, y le explica al inspector Dan Turpin que ya no se avergüenza de quién es y que no permitirá que nadie lo use en su contra.
Maggie tiene una estrecha relación de trabajo con el inspector Turpin, su segundo al mando en la SCU. Sin embargo, originalmente tenía una relación profesional tensa con el inspector Henderson. Más tarde se reveló que Henderson simplemente desaprobaba que oficiales de mayor rango, como Turpin, le reportaran un Capitán. Él resuelve la situación promoviéndola a Inspector cuando se convierte en Comisionado durante la historia de La muerte de Superman. Como consecuencia, Sawyer se ve envuelto en una 'guerra' encubierta entre los aliados de Superman y el Proyecto Cadmus, liderado por Paul Westfield, que había robado el cuerpo de Superman para sus propios fines.
La estrecha amistad de Sawyer con el ex oficial de policía herido Eddie Walker se examina en un flashback cuando Walker se convierte en el héroe Loose Cannon.

### Metropolis S.C.U.
Inspector Sawyer es el personaje principal en el título de cómic de serie limitada de cuatro números Metrópolis SCU escrito por Cindy Goff, dibujado por Peter Krause y entintado por José Marzan Jr., que fue publicado desde noviembre de 1994 hasta febrero de 1995. Para esta miniserie aparece el personaje de Maggie Sawyer recibió el séptimo premio excepcional de cómics GLAAD Media Awards en marzo de 1996. La descripción que aparece en el premio real entregado al editorial de DC explica el honor real:
MAGGIE SAWYER, UNIDAD DE CRÍMENES ESPECIALES: Maggie Sawyer, una serie de cuatro partes, es la primera de una importante editorial de cómics (DC Comics) en presentar a una heroína que es lesbiana. La serie sigue las hazañas de Sawyer como Capitana de la Unidad Metropolitana de Crímenes Especiales, así como su vida personal con su amante y su hijo.

### Batman: No Man's Land
A mediados de la década de los cómics 2000, Maggie ha sido trasladada a la fuerza policial de Gotham City como la jefa de la Unidad de Delitos Mayores, y es un personaje importante en el cómic Gotham Central. La medida ha puesto algo de tensión en su relación, ya que Toby no la siguió a Gotham.
Tras los eventos de Crisis infinita, Harvey Bullock descubre la corrupción en el GCPD aparentemente hasta el Comisionado Michael Akins. Al final, James Gordon regresa a su antiguo cargo de comisionado. Maggie Sawyer, sin embargo, no parece estar involucrada y sigue siendo una capitana.

### 52
Maggie apareció en la serie 52.
En la tercera semana, llega a una escena para encontrar el cuerpo de Alex Luthor. Ella llama a Steel para identificar el cuerpo, cuando Lex Luthor entra con la prensa y anuncia que Alex fue el responsable de todos los delitos de Luthor.
En una conversación, la ex detective Renée Montoya hace una referencia a Toby Raines.
En la Semana Doce, Maggie le grita a Montoya por reventar una tapadera para Intergang, cerrando todas las pistas sobre el grupo criminal en Gotham City.

### Detective Comics
Maggie apareció en Detective Comics # 856 en un baile de caridad asistida por Katherine "Kate" Kane. Mientras las dos bailan, Maggie menciona que ella y Toby ya no están juntas y le pide a Kate su número de teléfono.

### Batwoman
Sawyer aparece como un personaje secundario en la nueva serie Batwoman lanzada en 2011 como parte de la iniciativa The New 52. En esa serie ella ha comenzado a salir con Kate Kane, cuyas actividades secretas como Batwoman complican su relación. El evento de la precuela Zero Year establece que ella y Kate se cruzaron por primera vez cuando Maggie, como oficial de policía de Metrópolis, llegó a Gotham como apoyo de respaldo para un huracán que se acercaba; las dos comparten una breve mirada en la sede del recinto después de que Kate recibe tratamiento por heridas leves que recibió mientras frustraba un robo durante la tormenta. Kane revela su identidad como Batwoman al proponerle matrimonio disfrazada en Batwoman # 17.
Después de que el comisionado Jason Bard renuncia voluntariamente, Maggie es nombrada en su lugar. Sin embargo, terminó renunciando para regresar a la MCU, y Gordon fue restaurado como Comisionado.

### DC Rebirth
Durante el evento DC Rebirth, se revela que Maggie se ha transferido de nuevo a Metrópolis PD en el primer arco de la nueva serie Action Comics.

## Versiones alternativas

### DC Bombshells
En el universo alternativo de Bombshells, Maggie vuelve a ser la amante de Batwoman y ayuda a ocultar sus actividades.

## En otros medios

### Televisión
- En el programa de televisión animado de la década de 1990 Superman: la serie animada, la capitana Maggie Sawyer (con la voz de Joanna Cassidy) aparece en ocho episodios: "Tools of the Trade", "Two's a Crowd", "Monkey Fun", "Bizarro's World", "Prototipo", "La mano del destino" y "Apokolips...¡Ahora!" En dos partes como en los cómics. el personaje está emparejado por la Unidad de Crímenes Especiales de Metrópolis, Dan Turpin. Su pareja romántica Toby Raynes (con la voz de Laraine Newman) es vista junto a la cama de Sawyer en varias escenas del hospital y más tarde en el funeral de Turpin en el episodio de dos partes. Bruce Timm afirma en el comentario de "Tools of the Trade" que esas escenas fueron las de los creadores.
- Se puede ver a Maggie Sawyer en segundo plano en el episodio de la Liga de la Justicia, "Hereafter" asistiendo al funeral de Superman.
- Los episodios de la serie de televisión del 2000 Smallville "Insurgence", "Exile", "Exposed" y "Descent" cuentan con la actriz Jill Teed interpretando el papel de la teniente y más tarde de la detective Sawyer.
- Margarita "Maggie" Sawyer se presenta en la temporada 2 de Supergirl, interpretada por Floriana Lima. Aparece en una capacidad regular como miembro de la Policía Científica, o la división científica del Departamento de Policía de National City. Maggie luego se involucra sentimentalmente con Alex Danvers, la hermana adoptiva de Kara Danvers / Supergirl.[14][15] Maggie y Alex se comprometen al final de la temporada. Maggie regresa de manera recurrente en la temporada 3. Intenta reencontrarse con su padre, quien se distanció de ella cuando era adolescente porque ella era lesbiana. Aunque inicialmente era prometedor, el intento fracasa cuando su padre no puede aceptar que Maggie se case con otra mujer. Maggie logra aceptar su desaprobación y le dice que ya no lo necesita. Más tarde, Maggie y Alex no se ponen de acuerdo sobre si tener hijos o no, ya que Alex quiere hijos y Maggie no, y entre lágrimas se separan, y Maggie le dice a Alex que será una gran madre cuando llegue el momento.

### Película
- Maggie Sawyer aparece en Death of Superman, con la voz de Amanda Troop.

### Videojuegos
- Maggie Sawyer aparece en Superman: Shadow of Apokolips (2002), con la voz de Joanna Cassidy.
- Maggie Sawyer aparece en DC Universe Online, con la voz de Lorrie Singer.
- En Batman: Arkham Knight, Kate Kane menciona a Maggie Sawyer en el correo de voz de Bruce Wayne durante el cual Kate menciona su matrimonio con Maggie, revelando que las dos están casadas en la serie Batman: Arkham.
- Maggie Sawyer aparece en Lego Dimensions con la voz de Laura Bailey, pero identificada como una oficial de policía.